# Caffè macchiato
Il caffè macchiato, anche detto espresso macchiato o macchiato, è una bevanda italiana a base di caffè espresso e latte.

## Descrizione
Il caffè macchiato ha la più alta percentuale di espresso tra tutte le bevande italiane che hanno tale ingrediente e il latte. In esso il latte ha lo scopo di addolcire la bevanda senza coprire il sapore dell'espresso. Si prepara versando, in una porzione di caffè espresso, una piccola quantità di latte caldo o schiuma di latte. Nel primo caso la bevanda prende il nome di macchiato freddo, nel secondo è conosciuta invece come macchiato caldo. Solitamente occorrono 5/10 g (pari a 1 o 2 cucchiaini) di latte riscaldato a 60-66 °C. La bevanda va bevuta calda. Può essere preparato utilizzando anche la panna al posto del latte.
Nonostante le somiglianze, il caffè macchiato non va confuso con il latte macchiato, che è invece una bevanda a base di latte riscaldato con una piccola percentuale di caffè espresso.